# Kola (Einheit)
Kola war ein indisches Längenmaß in der Region Karnataka. Das Maß galt als Grundmaß. Als Flächenmaß Quadratkola wurde das Maß mit Kunta bezeichnet. 

## Längenmaß
- 1 Kola = 24 Fuß (engl.) ≈ 7,3152 Meter

## Flächenmaß
- 100 Kunta/(Quadratkola) = 1 Kauni = 2400 Quadratfuß (engl.) = 1/18 Acre (engl. 1 A. = 4046,86) ≈ 224,83 Quadratmeter (errechn.)

Zwei Kauni galten als Aussaatmaß und man rechnete darauf ein Kalum Saatgut zu 96 Pfund (engl.). (etwa 43545 Gramm).